# Notation mesurée

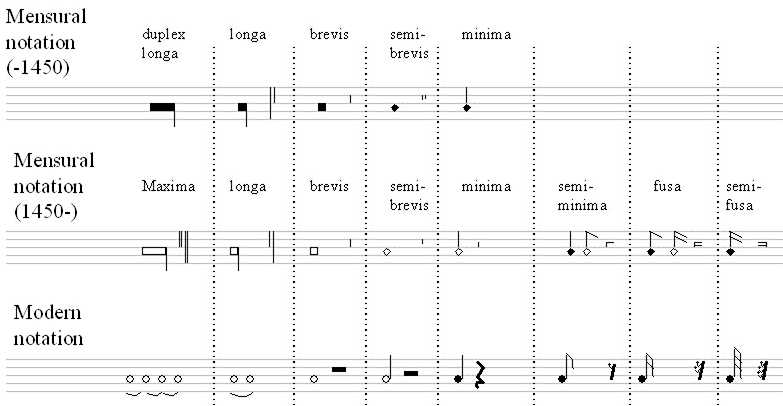
Notation meusurée

La notation mesurée (ou « mensuraliste » ou « mensurale » ou « mensurelle ») est le système de notation musicale qui a été utilisé dans la musique européenne lors de la Renaissance, plus précisément de la fin du XIIIe siècle jusqu'à environ 1600. Cette notation a été rendue nécessaire à cause de la différenciation rythmique. Vers 1260, Francon de Cologne en a formulé les règles dans son traité Ars cantus mensurabilis. La notation mensurelle noire porte aussi le nom de notation franconienne. Aux XVe – XVIe siècles, on évida les notes (notation mensurale blanche).

## Notation mesurée noire (env. 1230-1430)
À l'aide de la notation mesurée, la valeur des notes (durée des sons) put être déterminée sans équivoque. Les figures de notes les plus importantes étaient la brève et la longue. La brève est appelée aussi battement ou temps. D'après le rythme fondamental ternaire (en trois parties) de l'époque, la longue a la durée de trois brèves (longue parfaite). À l'intérieur d'un certain groupement de notes, elle peut aussi ne durer que deux brèves (être imparfaite), comme dans la suite longue - brève - longue - brève, etc. dans lequel respectivement une longue imparfaite (2 battues) et brève (une battue) devient une unité de trois temps. De même, les autres valeurs de note peuvent être deux ou trois fois plus longues que la valeur immédiatement plus petite.

### Notation de l'Ars Nova (d'après Philippe de Vitry)
Au début du XIVe siècle apparaît à côté de la mesure parfaite, divisée en trois parties, la mesure imparfaite. Les compositeurs se mettent à écrire des pièces dans lesquelles des unités à deux temps forment la structure. Le nom "Ars Nova" vient du traité du même nom paru vers 1320 du théoricien de la musique et compositeur Philippe de Vitry. Pour l'exécution d'une œuvre, il fallait donc déterminer les mesures suivantes :
- Le mode majeur, qui déterminait si la maxime devait être exécutée à deux ou trois temps ;
- Le mode mineur qui indiquait cela pour la longue ;
- Le temps était la désignation pour la mesure de la brève, respectivement le rapport de division brève - semi-brève ;
- Prolation pour la mesure de la semi-brève, respectivement le rapport de division semi-brève - minime.

## Notation mesurée blanche (environ 1430-1600)
La notation mensurelle a été utilisée jusqu'au début du XVIIe siècle environ. Ensuite, la notation moderne entra progressivement dans l'usage.